# Lusówko
Lusówko – wieś w Polsce położona w województwie wielkopolskim, w powiecie poznańskim, w gminie Tarnowo Podgórne, nad Jeziorem Lusowskim i rzeką Samą. W 2021 Lusówko liczyło 3488 mieszkańców

## Historia
Wieś szlachecka Lusówko, własność wojewody płockiego Piotra Potulickiego, około 1580 roku leżała w powiecie poznańskim województwa poznańskiego.
W latach 1975–1998 miejscowość administracyjnie należała do województwa poznańskiego.

## Części wsi
Wieś składa się z trzech części: Stare Lusówko (centrum wsi), Osiedle Morskie (część północna) i Rozalin (część południowa).

## Obiekty
Niemal w centralnej części wsi, tuż przy skrzyżowaniu wszystkich dróg dojazdowych do Lusówka stoi dwór z XIX wieku. Został wyremontowany w 2017 roku i powstała w nim prywatna szkoła podstawowa „Kuźnia Talentów” oraz świetlica wiejska. Budynek ulokowany jest w starym parku, kilkadziesiąt metrów od zachodniego krańca Jeziora Lusowskiego.

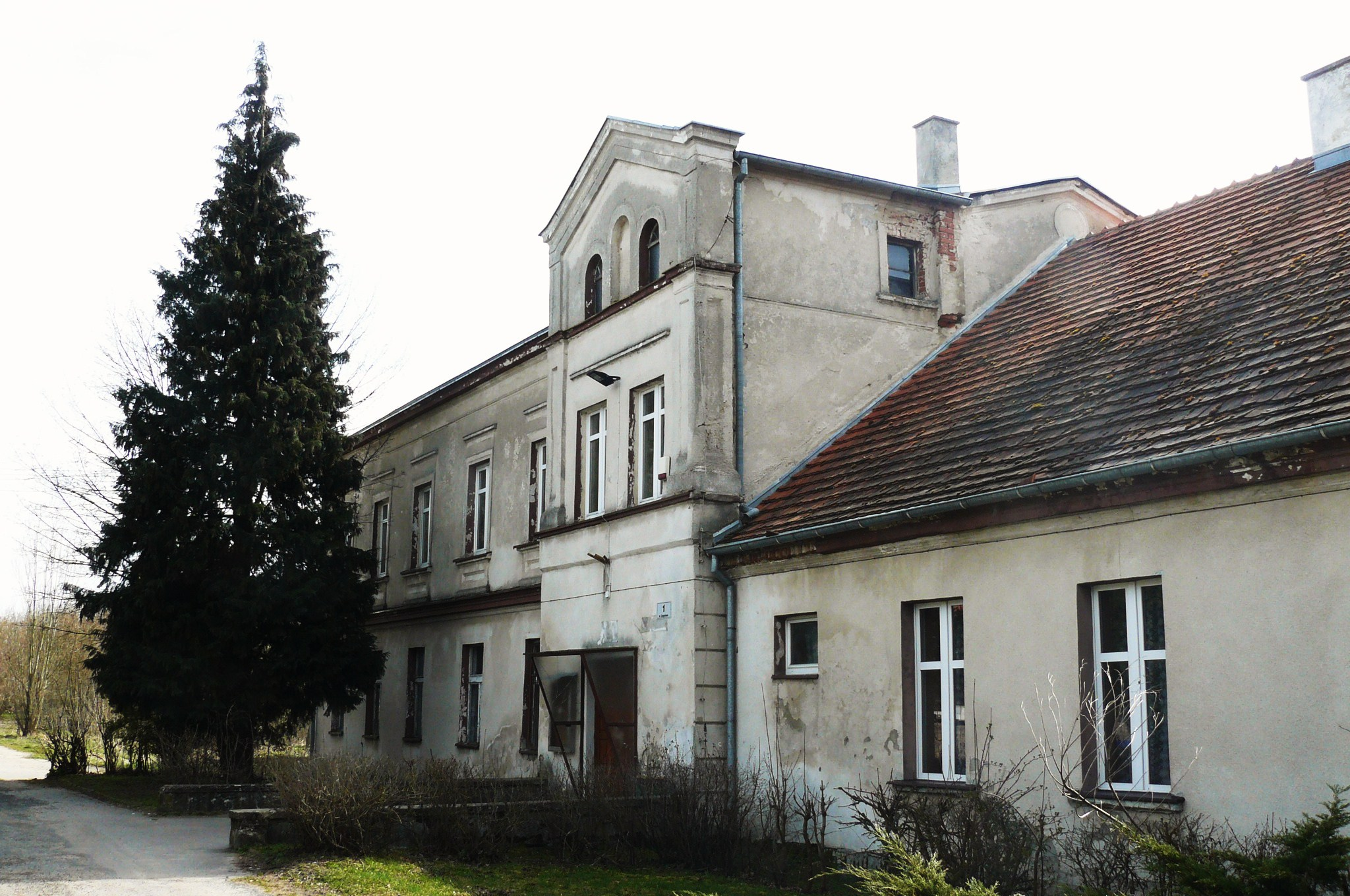
Dwór przed remontem (2015)
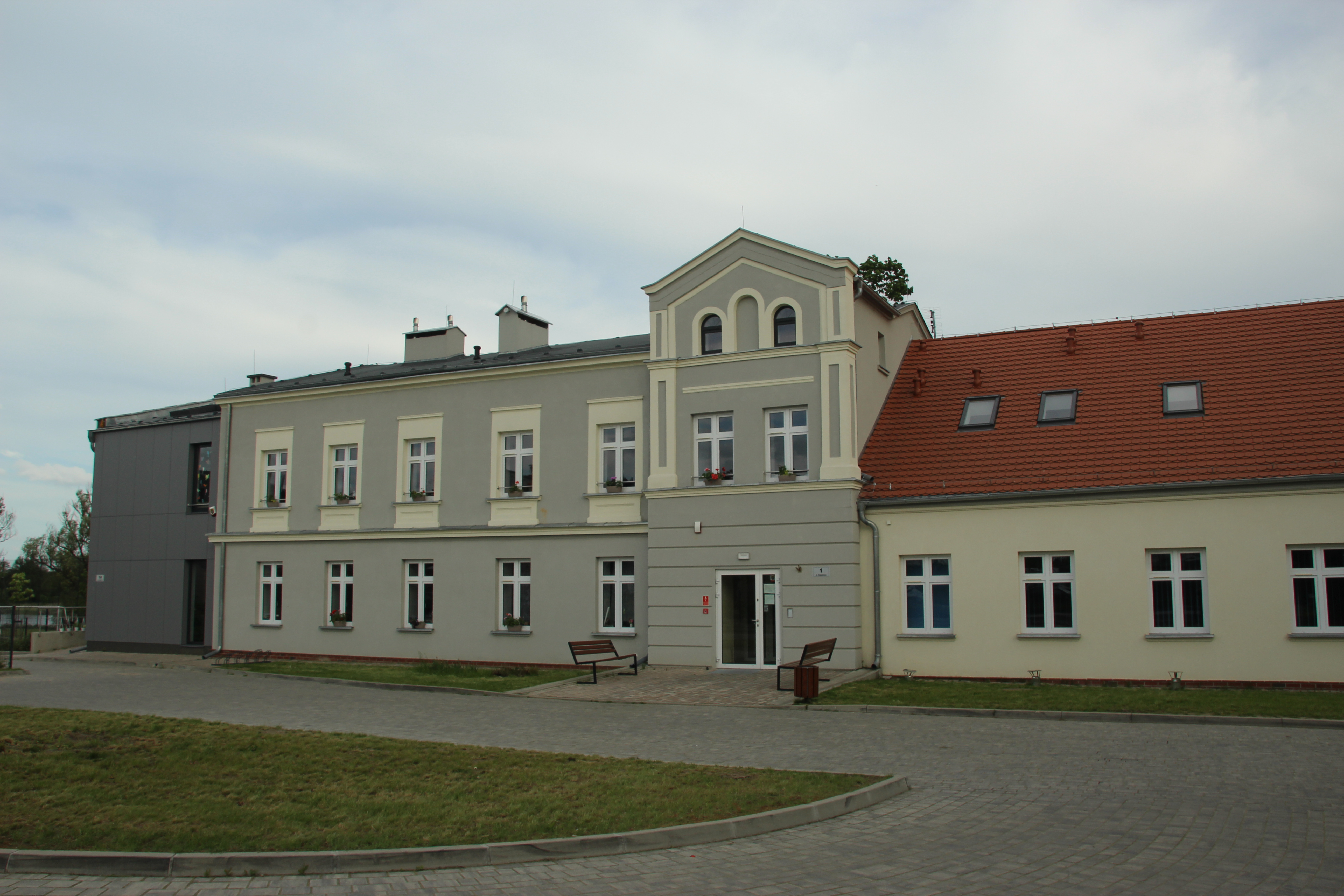
Dwór po remoncie (2019)

W Lusówku znajduje się m.in. Szkoła Podstawowa im. Kawalerów Orderu Uśmiechu. Od 2016 roku we wsi funkcjonuje prywatne obserwatorium astronomiczne „Lusowko Platanus Observatory”, zarejestrowane pod kodem K80 w Międzynarodowej Unii Astronomicznej, zajmujące się głównie obserwacjami małych ciał Układu Słonecznego i popularyzacją astronomii.
W centralnej części wsi stoi, należąca do parafii św. Rity z Cascii, murowana kaplica, mieszcząca również plebanię.

## Demografia
Lusówko ma 3 488 mieszkańców (spis powszechny 2021), z czego 52,2% stanowią kobiety, a 47,8% mężczyźni. W latach 1998–2021 liczba mieszkańców wzrosła o 450,2%. Współczynnik feminizacji we wsi wynosi 109 i jest nieznacznie większy od współczynnika feminizacji dla województwa wielkopolskiego oraz porównywalny do współczynnika dla całej Polski. 57,7% mieszkańców wsi Lusówko jest w wieku produkcyjnym, 31,5% w wieku przedprodukcyjnym, a 10,8% mieszkańców jest w wieku poprodukcyjnym. Na 100 osób w wieku produkcyjnym przypada we wsi Lusówko 73,3 osób w wieku nieprodukcyjnym. Ten wskaźnik obciążenia demograficznego jest więc większy od wkaźnika dla województwa wielkopolskiego oraz większy od wskaźnika obciążenia demograficznego dla całej Polski. (Źródło: GUS, NSP 2021)